# 専修大学情報科学研究所
専修大学情報科学研究所（せんしゅうだいがくじょうほうかがくけんきゅうじょ）は、川崎市多摩区にある専修大学の研究施設。

## 概要
専修大学の情報分野の教員が学部横断的に情報交換し、「社会知性の開発」という理念のもと協力して研究を行う組織である。
研究所創設の初期の時代に、日本で最初の計算機FUJICの開発者、岡崎文次が所属し、1940年代から1950年代の計算機の方式や性能を比較した。
第93代総理大臣鳩山由紀夫も経営学部助教授時代に専修大学情報科学研究所に所属していた。

## 沿革[4][5][6]
- 前史：専修大学では1961年にOKITAC5090Cを導入した。電子計算機室運営委員会が組織され、阿部邦彦、蔵下勝行、大河内正陽、岡崎文次、湯浅光朝、坂本實らが運営委員長に就任した。コンピュータの学術研究への活用が重要視され始め、研究会の創設が検討された。
- 1980年（昭和55年）9月、専修大学情報科学研究会発足（会長 坂本實）。
- 同年「情報科学研究」（年報）を発刊。
- 1981年（昭和56年）10月、研究会は専修大学情報科学研究所に昇格（所長 坂本實）。
- 1982年（昭和57年）3月、「所報」を発刊。
- 1985年（昭和60年）4月、専修大学情報科学センター設立に伴い、吸収され情報科学センターの下部組織となる。
- 1990年（平成2年）英文誌“Information Science and Applied Mathematics”創刊。
- 1998年（平成10年）、私立大学等研究設備整備等補助金（1998-2000）を獲得（所長 蔵下勝行）。講義を録画しネットで配信するCOD(Campus on Demand)システムを構築した[7]。
- 1999年（平成11年）、情報科学センターから独立。
- 2001年（平成13年）4月、経営学部情報管理学科を改組転換して、ネットワーク情報学部を創設[8]。
- 同年、高等教育研究改革推進経費（2001年 - 2003年）を獲得（所長 蔵下勝行）。
- 2007年（平成19年）7月3日、岩野和生（日本IBM執行役員）を招いてシンポジウム「ITイノベーションと大学教育」を開催した。
  - 場所：10301教室
  - 基調講演：岩野和生「情報技術産業からみたビジネスと技術動向」
- 2007年（平成19年）10月29日、ネットワーク情報学部と共催で、自由ソフトウェア運動のカリスマ的指導者リチャード・ストールマンの特別講演会を開催した[9]。
  - 場所：10301教室
  - 内容：
    1. リチャード・ストールマン「フリーソフトウェア運動とその未来」
    2. 鈴木裕信（NPO法人フリーソフトウェアイニシアティブ）「フリーソフトウェア解説」
- 2009年（平成21年）2月、第1回川崎国際環境技術展に初出展（所長 綿貫理明）。
- 同年、情報科学研究所を1号館1階から3階に移転。
- 2009年（平成21年）11月27日、ネットワーク情報学部と共催で、プログラミング言語Rubyの開発者まつもとゆきひろの特別講演会を開催した。
  - 場所：10301教室
  - 講演：まつもとゆきひろ「UNIX＋OSS＋Ruby」
- 2010年（平成22年）、専修大学情報科学研究所設立30周年記念座談会を開催（所長 大曽根匡）。
  - 日時：2010年3月5日
  - 場所：専修大学サテライトキャンパス
  - 司会：大曽根匡

## 活動
- 定例研究会の開催
- 共同研究助成
- 出版
  1. 「情報科学研究」（年報）
  2. 「専修大学情報科学研究所所報」
  3. “Information Science and Applied Mathematics”

## 産官学連携活動
専修大学情報科学研究所では、「社会知性の開発」という大学理念のもと産官学連携に努力しており、川崎市、地域の企業と連携して研究・教育を行っている。
1. 川崎国際環境技術展2009（2009年2月17・18日）：Google地図を利用した環境情報意見投稿システム（綿貫理明研究室）
2. 川崎国際環境技術展2010（2010年2月4・5日）：防災非難誘導ゲーム（大曽根匡研究室）、各超現実による防災シミュレーション（飯塚・吉田プロジェクト）、無線センサネットワークによる環境情報システム（綿貫理明研究室）
3. 川崎国際環境技術展2011（2011年2月16・17日）:食糧問題（上平崇仁研究室）、自転車型人力発電機（綿貫理明研究室）
4. 川崎国際環境技術展2012（2012年2月10・11日）：人力発電可視化システム（綿貫理明研究室）
5. 川崎国際環境技術展2013（2013年2月1・2日）：発電型トレーニングシステム（綿貫理明プロジェクト）
6. 川崎国際環境技術展2014（2014年2月14日）：Arduinoを使用したピアノ自動演奏ロボットハンド（森本祥一研究室）、自転車型トレーニング発電機の計測と制御（綿貫理明研究室）、圧電素子を利用した環境発電（田中・綿貫プロジェクト）、かわさきスマートライフスタイル大賞奨励賞【省エネ貢献賞】（綿貫理明研究室/田中・綿貫プロジェクト）
7. 川崎国際環境技術展2015（2015年2月5・6日）：高齢者・視覚障碍者等の情報環境向上のために。印刷文書読み上げ装置音声コード（SPコード）の開発と普及、標準化（植村・野口研究室）、人力発電と太陽光発電によるハイブリッド創エネ（綿貫理明研究室）、水の使用量可視化システム（綿貫プロジェクト）
8. 川崎国際環境技術展2016（2016年2月18・19日）：高齢者・視覚障碍者等の情報環境向上のために。印刷文書読み上げ装置音声コードの開発と普及、標準化－行政機関等における普及状況調査から（植村・野口研究室）、人力発電と太陽光発電によるハイブリッド創エネ（綿貫理明研究室）、VRDiver－仮想現実に没入する（綿貫プロジェクト）
9. 川崎国際環境技術展2017（2017年2月16・17日）：高齢者・視覚障碍者等の情報環境向上のために。印刷文書読み上げ装置音声コードの開発と普及、標準化－行政機関等における普及状況調査から（植村・野口研究室）、人力発電と太陽光発電によるハイブリッド創エネ（綿貫理明研究室）、地域農業活性化プロジェクト－『植物図鑑』を味わい尽くせる複合施設事業運営企画（仁木朋美）